# 9861 Ярайс
9861 Ярайс (9861 Jahreiss) — астероїд головного поясу, відкритий 9 вересня 1991 року.
Тіссеранів параметр щодо Юпітера — 3,630.
Названий на честь німецького астронома Гартмута Ярайса, дослідника найближчих до Сонця зір, який працював разом з Вільгельмом Глізе над Каталогом найближчих зір Глізе і самостійно видавав нові редакції каталогу після смерті Глізе.